# Distretto di Pampas (Huancavelica)
Il distretto di Pampas  è uno dei sedici distretti della provincia di Tayacaja, in Perù. Si trova nella regione di Huancavelica e si estende su una superficie di 109.07 chilometri quadrati.